# Isle of Man TT 1953
Isle of Man TT 1953 je bila prva dirka motociklističnega prvenstva v sezoni 1953. Potekala je na dirkališču Isle of Man.

## Razred 500 cm3
| Poz | Dirkač         | Moštvo    | Hitrost   | Čas       |
| --- | -------------- | --------- | --------- | --------- |
| 1   | Ray Amm        | Norton    | 93.85 mph | 2.48.51.8 |
| 2   | Jack Brett     | Norton    | 93.74     | 2:49.03.8 |
| 3   | Reg Armstrong  | Gilera    | 93.62     | 2:49.16.8 |
| 4   | Rod Coleman    | AJS       | 92.77     | 2:50.49.6 |
| 5   | Bill Doran     | AJS       | 90.86     | 2:54.25.0 |
| 6   | P A Davey      | Norton    | 86.97     | 3:02.13.0 |
| 7   | Ted Frend      | Norton    | 86.72     | 3:02.44.6 |
| 8   | Robin H Sherry | AJS       | 86.5      | 3:03.13.4 |
| 9   | H A Pearce     | Matchless | 86.38     | 3:03.28.4 |
| 10  | John Grace     | Norton    | 85.54     | 3:05.15.8 |

## Razred 350 cm3
| Poz | Dirkač               | Moštvo     | Hitrost   | Čas       |
| --- | -------------------- | ---------- | --------- | --------- |
| 1   | Ray Amm              | Norton     | 90.52 mph | 2:55.05.0 |
| 2   | Ken Kavanagh         | Norton     | 90.44     | 2:55.14.6 |
| 3   | Fergus Anderson      | Moto Guzzi | 89.41     | 2:57.40.6 |
| 4   | Jack Brett           | Norton     | 88.7      | 2:58.40.4 |
| 5   | Bill Doran           | AJS        | 86.9      | 3:02.21.0 |
| 6   | Derek Farrant        | AJS        | 86.59     | 3:03.02.0 |
| 7   | Ken Mudford          | AJS        | 85.49     | 3:05.23.0 |
| 8   | G C A (Peter) Murphy | AJS        | 84.39     | 3:07.48.2 |
| 9   | P H Carter           | AJS        | 84.28     | 3:08.02.6 |
| 10  | Harold Clark         | AJS        | 93.72     | 3:09.18.0 |

## Razred 250 cm3
| Poz | Dirkač            | Moštvo        | Hitrost   | Čas       |
| --- | ----------------- | ------------- | --------- | --------- |
| 1   | Fergus Anderson   | Moto Guzzi    | 84.73 mph | 1.46.53.0 |
| 2   | Werner Haas       | NSU           | 84.52     | 1:47.10.0 |
| 3   | Siegfried Wunsche | DKW           | 81.34     | 1:51.20.0 |
| 4   | Arthur Wheeler    | Moto Guzzi    | 80.38     | 1:52.40.0 |
| 5   | S Willis          | Velocette     | 75.38     | 2:00.08.0 |
| 6   | Tommy L Wood      | Moto Guzzi    | 74.82     | 2:01.02.0 |
| 7   | Ray JA Petty      | Norton        | 74.67     | 2:01.17.0 |
| 8   | A W Jones         | M&F Excelsior | 72.26     | 2:05.20.0 |
| 9   | Bill Webster      | Velocette     | 71.96     | 2:05.51.0 |
| 10  | Reg E Geeson      | REG           | 71.74     | 2:06.14.0 |

## Razred 125 cm3
| Poz | Dirkač         | Moštvo    | Hitrost   | Čas       |
| --- | -------------- | --------- | --------- | --------- |
| 1   | Leslie Graham  | MV Agusta | 77.79 mph | 1.27.19.0 |
| 2   | Werner Haas    | NSU       | 77.18     | 1:28.00.0 |
| 3   | Cecil Sandford | MV Agusta | 77.15     | 1:28.02.0 |
| 4   | A A Copeta     | MV Agusta | 73.44     | 1:32.29.0 |
| 5   | A W Jones      | MV Agusta | 67.48     | 1:40.39.0 |
| 6   | Bill Webster   | MV Agusta | 67.07     | 1:41.16.0 |
| 7   | A A Fenn       | Mondial   | 67.03     | 1:41.20.0 |
| 8   | W N Webb       | MV Agusta | 65.73     | 1:43.20.0 |
| 9   | J A Thomson    | MV Agusta | 64.71     | 1:44.56.0 |
| 10  | Fron Purslow   | MV        | 61.9      | 1:49.44.0 |